# Demolition 23
Demolition 23 fue una banda de rock formada en 1993 en Nueva York por el antiguo líder de Hanoi Rocks, Michael Monroe, y el guitarrista Jay Hening después de que Monroe acabara con su proyecto Jerusalem Slim junto al guitarrista Steve Stevens. 
En un principio Demolition 23 era una banda de versiones que daba conciertos en Nueva York con Monroe y Hening acompañados por el batería Jimmy Clark. Estos conciertos eran conocidos por los artistas invitados que participaban en ellos, como Sebastian Bach. 
El álbum debut de la banda, del mismo nombre, se grabó en el estudio Power Station en Nueva York, y fue producido por Steven Van Zandt (Little Steven). Sami Yaffa, antiguo compañero de Monroe en Hanoi Rocks, grabó los bajos para este disco, que supuso una vuelta a las raíces punk de Monroe y Yaffa con canciones como Same Shit Different Day o Hammersmith Palais, así como con versiones de canciones de Johnny Thunders, UK Subs y Dead Boys. El álbum está dedicado a la memoria de Stiv Bators y fue publicado en 1994 por el sello Music for Nations. 
En marzo de 1995 Nasty Suicide anunció que dejaba la banda para sorpresa de Michael Monroe, que decidió finalmente deshacer el grupo. 

## Discografía

### Álbumes
- Demolition 23 (1994) - Music For Nations